# Kiah Stokes
Kiah Stokes (née le 30 mars 1993 à Cedar Rapids, Iowa) est une joueuse américaine de basket-ball, triple championne NCAA avec les Huskies du Connecticut.

## Biographie
Elle est dans une famille de basket-ball puisque son père Greg Stokes a joué l'Université de l'Iowa et en NBA aux 76ers de Philadelphie et a remporté les Jeux panaméricains de  1983 avec l'équipe américaine . Passée par la Linn-Mar High School de Marion, elle joue en universitaires pour les Huskies du Connecticut de 2011 à 2015. 

## Équipe nationale
En 2009, elle est sélectionnée dans la première équipe nationale U16 pour le premier championnat des Amériques dans cette catégorie disputé à Mexico en août. Ses statistiques dont de 5,8 points et 3,3 rebonds dans une équipe américaine qui remporte ses cinq rencontres disputées et gagne la médaille d'or et la qualification pour le championnat du monde U17 de 2010

## Carrière universitaire

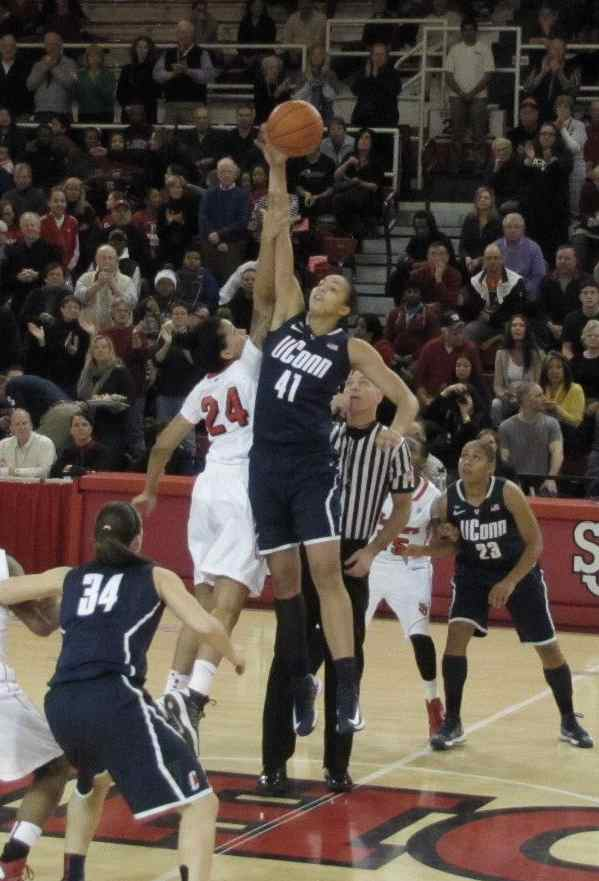
Kiah Stokes lors d'un match contre l'équipe St. Johns en 2013.

Stokes termine son année freshman avec 4,5 points (avec 60 % d'adresse aux tirs de champ et 65,3 % aux lancers francs) et 4,5 rebonds en 13,4 minutes par rencontre. Ses 1,4 contre sont la seconde performance des Huskies. Elle est nommée dans le meilleur cinq des rookies de la Big East Conference avec sa coéquipière Kaleena Mosqueda-Lewis. Dans son année sophomore, ses moyennes sont de 2,8 points (à 66,0 %) et 3,5 rebonds en 10,7 minutes sur 32 rencontres dans une saison 2012-2013 qui voit les Huskies renforcées de Breanna Stewart établir un bilan de 35 victoires et 4 défaites et un titre de champion national NCAA. En 2013-2014, les Huskies sont de nouveau sacrés championnes avec un bilan de 40 victoires sans aucun revers. Elle débute deux rencontres sur 39 disputées pour 4,5 points et 7,1 rebonds (troisième de son équipe en seulement 18,5 minutes). Elle est nommée dans le second meilleur cinq de l'AAC, notamment de par ses 89 contres. En senior, elle est sacrée meilleure défenseure l'AAC et établit avec 147 contres un nouveau record de l'université. Elle capte 6,8 rebonds en 18,3 minutes. Ses 325 contres en carrière sont le troisième total historique des Huskies malgré son assez faible temps de jeu.
Elle est nommée par l'American Athletic Conference pour représenter la conférence pour le trophée NCAA Woman of the Year qui doit honorer la meilleure étudiante diplômée du point de vue de la réussite académique et sportive, du leadership et de l'engagement citoyen. Diplômée avec les honneurs en promotion du sport, elle s'est investie dans l'action caritative, notamment dans une opération de distribution de 3 500 colis de nourriture pour Thanksgiving.

## WNBA
Elle est sélectionnée en 11e position de la draft par le Lynx du Minnesota (après sa coéquipière Kaleena Mosqueda-Lewis, 3e choix). Le Lynx la transfère dans un deal complexe contre l'espagnole Anna Cruz. Très appréciée de son coach Bill Laimbeer, il la titularise dès sa première rencontre WNBA : « Elle est solide en défense et au contre. Il est difficile de contrer dans le basket-ball féminin sans faire de faute shots. Elle est grande, a un bon sens du timing et est bonne au rebond (...)  Elle est toujours en place, sait contrer, mais nous ne savions pas qu'elle était aussi bonne au shoot. Elle peut défier les meilleurs à trois points. » En 14 rencontres, elle réussit 37 contres (soit 2,64 par rencontre, meilleure de la ligue devant Elena Delle Donne), contribuant à ce que la défense du Liberty soit la seconde de la WNBA avec seulement 71,5 points concédés. Lors d’une victoire face au Sun du Connecticut en juillet 2015, Kiah Stokes inscrit sept points, huit rebonds et surtout huit contres, nouveau record ce la franchise et meilleure performance de la ligue cette saison. Elle est désignée meilleure rookie du mois d'août étant leader des nouveaux venus aux rebonds (8,3), à l'adresse (56,4 %) et aux contres (1,5). Elle est également seconde aux minutes jouées (27,8), troisième à l'adresse aux lancers francs (83,3 %) et cinquième aux points inscrits (7,2) et réussissant une de ses meilleures sorties le 11 août pour 13 points et 11 rebonds lors d'une victoire 84 à 63 face au Sky de Chicago.
Elle seconde au vote de la Rookie de l'année de la WNBA avec 16 voix, devancée par la seule Jewell Loyd qui reçoit 21 voix. Elle figure également dans la WNBA All-Rookie Team 2015 en deuxième position.
Fin juin 2021, elle est remerciée par le Liberty. Mais son ancien entraîneur à New York, Bill Laimbeer la fait rapidement signer avec les Aces de Las Vegas.

## Étranger
En 2015-2016, elle s'engage pour une première expérience à l'étranger en WKBL avec Samsung Blue Minx .
Pour la raison 2018-2019, elle s'engage avec le club turc de Fenerbahçe, entraîné par Valérie Garnier.

## Statistique

### États-Unis

#### Université
| Champion NCAA | Gras/Meilleures performances |

| Saison    | Équipe                 | Matchs | Titul. | Min./m | % Tir | % 3pts | % LF | Rbds/m. | Pass/m. | Int/m. | Ctr/m. | Pts/m. |
| --------- | ---------------------- | ------ | ------ | ------ | ----- | ------ | ---- | ------- | ------- | ------ | ------ | ------ |
| 2011-2012 | Huskies du Connecticut | 36     | 0      | 13,4   | 60,2  | -      | 65,3 | 4,5     | 0,4     | 0,5    | 1,3    | 4,5    |
| 2012-2013 | Huskies du Connecticut | 32     | 1      | 10,6   | 66,0  | -      | 60,0 | 3,5     | 0,6     | 0,1    | 1,2    | 2,8    |
| 2013-2014 | Huskies du Connecticut | 39     | 2      | 18,5   | 60,0  | -      | 69,8 | 7,1     | 0,8     | 0,3    | 2,2    | 4,5    |
| 2014-2015 | Huskies du Connecticut | 39     | 4      | 18,3   | 57,0  | 50,0   | 75,0 | 6,8     | 0,8     | 0,5    | 3,8    | 4,5    |
| Total     | Total                  | 146    | 7      | 15,5   | 59,9  | 50,0   | 68,0 | 5,6     | 0,7     | 0,4    | 2,2    | 4,1    |

#### WNBA
| Champion WNBA | Leader de la ligue | Gras/Meilleures performances |

| Saison | Équipe    | Matchs | Titul. | Min./m | % Tir | % 3pts | % LF | Rbds/m. | Pass/m. | Int/m. | Ctr/m. | Pts/m. |
| ------ | --------- | ------ | ------ | ------ | ----- | ------ | ---- | ------- | ------- | ------ | ------ | ------ |
| 2015   | New York  | 34     | 6      | 25,4   | 54,7  | 0,0    | 68,8 | 6,4     | 0,8     | 0,7    | 2,0    | 5,8    |
| 2016   | New York  | 27     | 0      | 24,1   | 64,1  | -      | 62,7 | 7,4     | 0,7     | 0,7    | 1,4    | 6,9    |
| 2017   | New York  | 34     | 12     | 19,6   | 53,1  | 0,0    | 79,6 | 6,3     | 0,9     | 0,4    | 1,1    | 4,8    |
| 2018   | New York  | 30     | 4      | 14,2   | 54,5  | -      | 53,3 | 4,5     | 0,4     | 0,4    | 0,6    | 3,1    |
| 2020   | New York  | 22     | 22     | 27,3   | 37,2  | 23,5   | 57,1 | 6,7     | 1,2     | 0,5    | 1,2    | 5,7    |
| 2021   | New York  | 9      | 0      | 15,0   | 54,5  | 50,0   | 100  | 4,2     | 0,6     | 0,4    | 0,7    | 1,7    |
| 2021   | Las Vegas | 15     | 8      | 20,5   | 58,8  | -      | 50,0 | 6,1     | 1,0     | 0,4    | 0,7    | 1,5    |
| 2022   | Las Vegas | 31     | 4      | 15,3   | 42,6  | 20,8   | 81,3 | 4,4     | 0,6     | 0,5    | 0,8    | 2,3    |
| Total  | Total     | 202    | 56     | 20,4   | 51,5  | 22,8   | 69,3 | 5,8     | 0,8     | 0,5    | 1,1    | 4,3    |

| Champion WNBA | Gras/Meilleures performances |

| Saison | Équipe    | Matchs | Titul. | Min./m | % Tir | % 3pts | % LF | Rbds/m. | Pass/m. | Int/m. | Ctr/m. | Pts/m. |
| ------ | --------- | ------ | ------ | ------ | ----- | ------ | ---- | ------- | ------- | ------ | ------ | ------ |
| 2015   | New York  | 6      | 0      | 26,2   | 47,2  | -      | 85,7 | 8,2     | 0,0     | 0,8    | 1,3    | 6,7    |
| 2016   | New York  | 1      | 0      | 10,0   | 33,3  | -      | 50,0 | 2,0     | 0,0     | 1,0    | 0,0    | 3,0    |
| 2017   | New York  | 1      | 0      | 16,0   | 33,3  | -      | -    | 3,0     | 0,0     | 0,0    | 1,0    | 2,0    |
| 2021   | Las Vegas | 5      | 2      | 14,2   | 40,0  | -      | 50,0 | 2,6     | 1,0     | 0,4    | 0,6    | 1,0    |
| 2022   | Las Vegas | 10     | 10     | 25,9   | 48,6  | 20,0   | 100  | 7,2     | 0,4     | 0,6    | 0,8    | 3,7    |
| Total  | Total     | 23     | 12     | 22,3   | 46,3  | 20,0   | 76,9 | 6,0     | 0,4     | 0,6    | 0,9    | 3,8    |

## Palmarès
- Championne NCAA (2013, 2014, 2015)
- Médaille d'or au Championnat des Amériques U16 en 2009

## Distinctions personnelles
- Meilleure défenseure de l'AAC (2015)
- Meilleur cinq du Senior CLASS Award[17] (2015)
- Deuxième cinq de l'AAC (2014)
- Meilleur cinq des rookies de la Big East (2012)
- Gatorade State Player of the Year (Iowa, 2010)
- Rookie du mois (août 2015[11])
- WNBA All-Rookie Team 2015[13]
- Second cinq défensif de la WNBA 2015[18]